# 喬爾諾普列西
51°18′59″N 24°15′55″E / 51.31639°N 24.26528°E
喬爾諾普列西（烏克蘭語：Чорноплеси），是烏克蘭的村落，位於該國西部沃倫州，由科韋利區負責管轄，面積1.03平方公里，海拔高度176米，2001年人口228，人口密度每平方公里221.36人。